# Chính sách thị thực của Vanuatu
Du khách đến Vanuatu phải xin thị thực trừ khi họ sở hữu hộ chiếu được cấp bởi các quốc gia được miễn thị thưc. Tất cả du khách phải sở hữu thị thực có hiệu lực ít nhất 6 tháng từ ngày nhập cảnh.

Vanuatu ký thỏa thuận song phương với Liên minh Châu Âu ngày 28 tháng 5 năm 2015 và được thông qua ngày 15 tháng 12 năm 2015. Thỏa thuận này cho phép tất cả công dân các quốc gia liên quan đến Hiệp ước Schengen ở lại mà không cần thị thực trong khoảng thời gian 90 ngày trong mỗi chu kỳ 180 ngày.

## Bản đồ chính sách thị thực

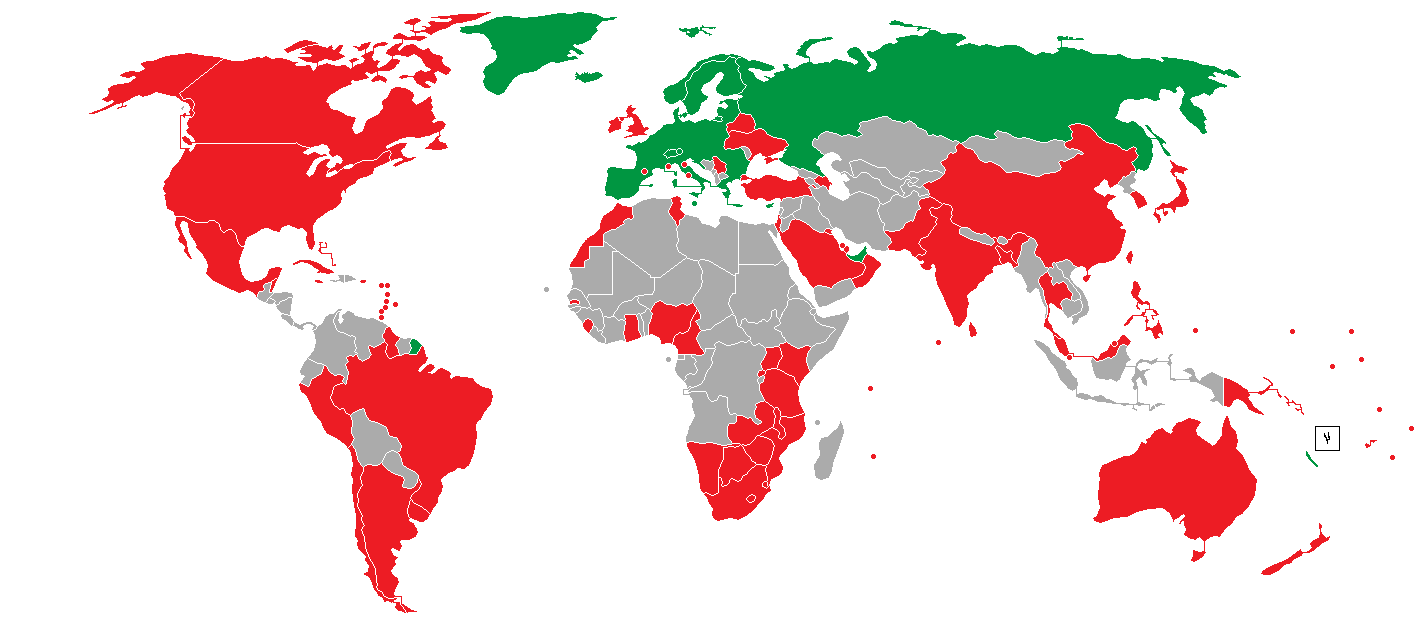
Vanuatu
Miễn thị thực (90 ngày)
Miễn thị thực (30 ngày)

## Miễn thị thực
Người sở hữu hộ chiếu của 120 quốc gia sau không cần thị thực để đến Vanuatu:
| - Tất ca công cân Liên minh Châu Âu \| - Ả Rập Saudi - Andorra - Antigua và Barbuda - Argentina - Azerbaijan - Ấn Độ - Bahamas - Bahrain - Bangladesh - Barbados - Belarus - Belize - Botswana - Brasil - Brunei - Các Tiểu vương quốc Ả Rập Thống nhất - Cameroon - Canada - Chile - Cuba - Dominica - Đài Loan - Fiji - Gambia - Ghana - Grenada - Guyana - Hàn Quốc - Hoa Kỳ - Hồng Kông - Iceland \| - Israel - Jamaica - Kenya - Kiribati - Kuwait - Lesotho - Liechtenstein - Macao - Malawi - Malaysia - Maldives - Mauritius - Mexico - Micronesia - Monaco - Maroc - Mozambique - Namibia - Nam Phi - Nauru - New Zealand - Nigeria - Na Uy - Nga - Nhật Bản - Oman - Pakistan - Palau - Papua New Guinea - Peru - Philippines \| - Qatar - Quần đảo Marshall - Quần đảo Solomon - Rwanda - Saint Kitts và Nevis - Saint Lucia - Saint Vincent và Grenadines - Samoa - San Marino - Serbia - Seychelles - Sierra Leone - Singapore - Sri Lanka - Swaziland - Thụy Sĩ - Tanzania - Thái Lan - Thành Vatican - Tonga - Trinidad và Tobago - Tunisia - Thổ Nhĩ Kỳ - Trung Quốc - Tuvalu - Uganda - Ukraina - Úc - Uruguay - Zambia - Zimbabwe \| \| | | |  |
| - Ả Rập Saudi - Andorra - Antigua và Barbuda - Argentina - Azerbaijan - Ấn Độ - Bahamas - Bahrain - Bangladesh - Barbados - Belarus - Belize - Botswana - Brasil - Brunei - Các Tiểu vương quốc Ả Rập Thống nhất - Cameroon - Canada - Chile - Cuba - Dominica - Đài Loan - Fiji - Gambia - Ghana - Grenada - Guyana - Hàn Quốc - Hoa Kỳ - Hồng Kông - Iceland | - Israel - Jamaica - Kenya - Kiribati - Kuwait - Lesotho - Liechtenstein - Macao - Malawi - Malaysia - Maldives - Mauritius - Mexico - Micronesia - Monaco - Maroc - Mozambique - Namibia - Nam Phi - Nauru - New Zealand - Nigeria - Na Uy - Nga - Nhật Bản - Oman - Pakistan - Palau - Papua New Guinea - Peru - Philippines | - Qatar - Quần đảo Marshall - Quần đảo Solomon - Rwanda - Saint Kitts và Nevis - Saint Lucia - Saint Vincent và Grenadines - Samoa - San Marino - Serbia - Seychelles - Sierra Leone - Singapore - Sri Lanka - Swaziland - Thụy Sĩ - Tanzania - Thái Lan - Thành Vatican - Tonga - Trinidad và Tobago - Tunisia - Thổ Nhĩ Kỳ - Trung Quốc - Tuvalu - Uganda - Ukraina - Úc - Uruguay - Zambia - Zimbabwe |  |

Tất cả hành khách được phép ở lại 30 ngày tối đa trừ công dân Nga, Các Tiểu vương quốc Ả Rập Thống nhất và tất cả các quốc gia Khối Schengen bao gồm 4 nước liên kết, họ có thể ở tối đa 90 ngày trong mỗi chu kỳ 180 ngày.

## Thống kê du khách
Hầu hết du khách đến Vanuatu đều đến từ một trong những nước sau:
| Thứ hạng | Quốc gia hoặc vùng lãnh thổ       | 2015    | 2014    | 2013    |
| -------- | --------------------------------- | ------- | ------- | ------- |
| 1        | Úc                                | 46,.098 | 60.808  | 65.776  |
| 2        | New Zealand                       | 13.422  | 16.293  | 15.068  |
| 3        | New Caledonia                     | 10.567  | 12.756  | 12.515  |
| 4        | Trung Quốc                        | 2.186   | 1.563   | 1.062   |
| 5        | Nhật Bản                          | 633     | 763     | 659     |
| 6        | Các quốc gia Thái Bình Dương khác | 5.953   | 6.630   | 4.874   |
| 7        | Châu Âu                           | 5.839   | 5.591   | 5.544   |
| 8        | Bắc Mỹ                            | 2.962   | 2.373   | 2.614   |
|          | Tổng                              | 89.952  | 108.808 | 110.109 |